# Amerikansk talltita
Amerikansk talltita (Poecile atricapillus) är en nordamerikansk fågel i familjen mesar inom ordningen tättingar. Den förekommer i olika typer av skogsområden i norra och västra delar av USA samt i stora delar av Kanada. Arten behandlades tidigare som en del av talltitan, därav namnet, men är en del av en grupp bestående av övriga amerikanska titor samt lappmesen. Den hybridiserar ofta med den sydligare karolinatitan där utbredningsområdena överlappar. Amerikansk talltita är en vanlig fågel och beståndet anses vara livskraftigt.

## Kännetecken

### Utseende

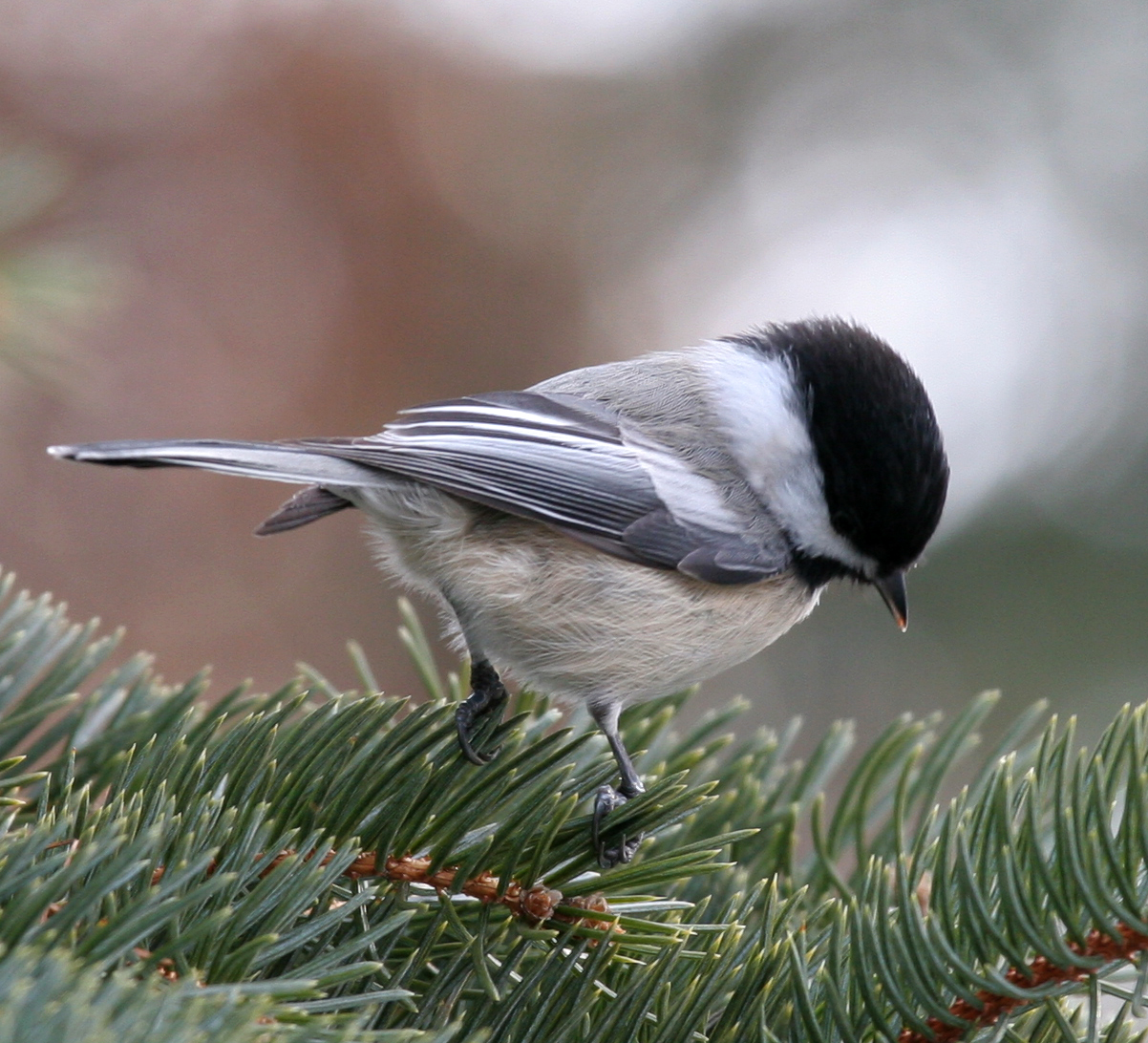
Amerikansk talltita som uppvisar de arttypiska vita handpennespetsarna.

Amerikansk talltita är en medelstor till stor (13–14,5 cm), typisk tita med svart hätta och haklapp, vita kinder och gråbrun ovansida. Den är mycket lik karolinatitan (Poecile carolinensis) men är i genomsnitt större med längre stjärt, större huvud och mer bjärt fjäderdräkt. Vidare har den vita, ej gråvita, handspennespetsar och kindfläcken är vit även mot nacken, inte grå som hos karolinatitan.

### Läten
Sången består av ett klart, visslande "fee-beeyee", med första tonen ljusare än den andra. Karolinatitans är ljusare med tre till fem toner i serien.

## Utbredning och systematik
Amerikansk talltita delas upp i nio underarter med följande utbredning:
- Poecile atricapillus turneri – förekommer i Alaska och närbelägna nordvästra Kanada
- Poecile atricapillus occidentalis – allra sydvästligaste British Columbia till nordvästra Kalifornien (väster om Kaskadbergen)
- Poecile atricapillus fortuitus – södra inlandet i British Columbia till nordvästra Montana och nordvästra Idaho
- Poecile atricapillus garrinus – Klippiga bergen (sydöstra Idaho till Wyoming, östra Utah och New Mexico)
- Poecile atricapillus nevadensis – Great Basin i sydvästra USA (östra Oregon till Idaho, Nevada och västra Utah)
- Poecile atricapillus bartletti – Newfoundland och Miquelon
- Poecile atricapillus atricapillus – östra Kanada och nordöstra USA
- Poecile atricapillus practicus – nordöstra USA (Appalacherna)
- Poecile atricapillus septentrionalis – västra Kanada och centrala USA

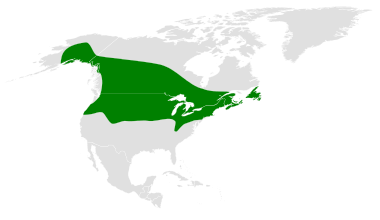
Utbredningsområdet för amerikansk talltita.

Amerikansk talltita ansågs tidigare vara en del av talltitan, därav namnet, men genetiska studier visar att alla amerikanska titor inklusive lappmesen bildar en egen grupp. I den gruppen är amerikansk talltita systerart till bergtitan. Arten hybridiserar med karolinatitan i ett smalt band från södra Kansas till Pennsylvania, New Jersey och västra North Carolina. Trots detta är arterna reproduktivt isolerade.

### Släktestillhörighet
Arten placerade tidigare i det stora messläktet Parus. Data från jämförande studier av DNA och morfologi visade att en uppdelning av släktet bättre beskriver mesfåglarnas släktskap varför de flesta auktoriteter idag behandlar Poecile som ett distinkt släkte.

## Levnadssätt
Amerikansk talltita hittas i öppna löv- och blandskogar. Liksom andra titor ses den utanför häckningstid i smågrupper, ofta tillsammans med amerikansk trädkrypare, östlig gråmes, kungsfåglar och nötväckor. Födan består av frön samt insekter och spindlar som den plockar från småkvistar. Vintertid är den även en regelbunden besökare vid fågelmatningar. Fågeln häckar från slutet av mars till början av juli och lägger vanligen endast en kul. Den bildar livslånga par och häckar monogamt.

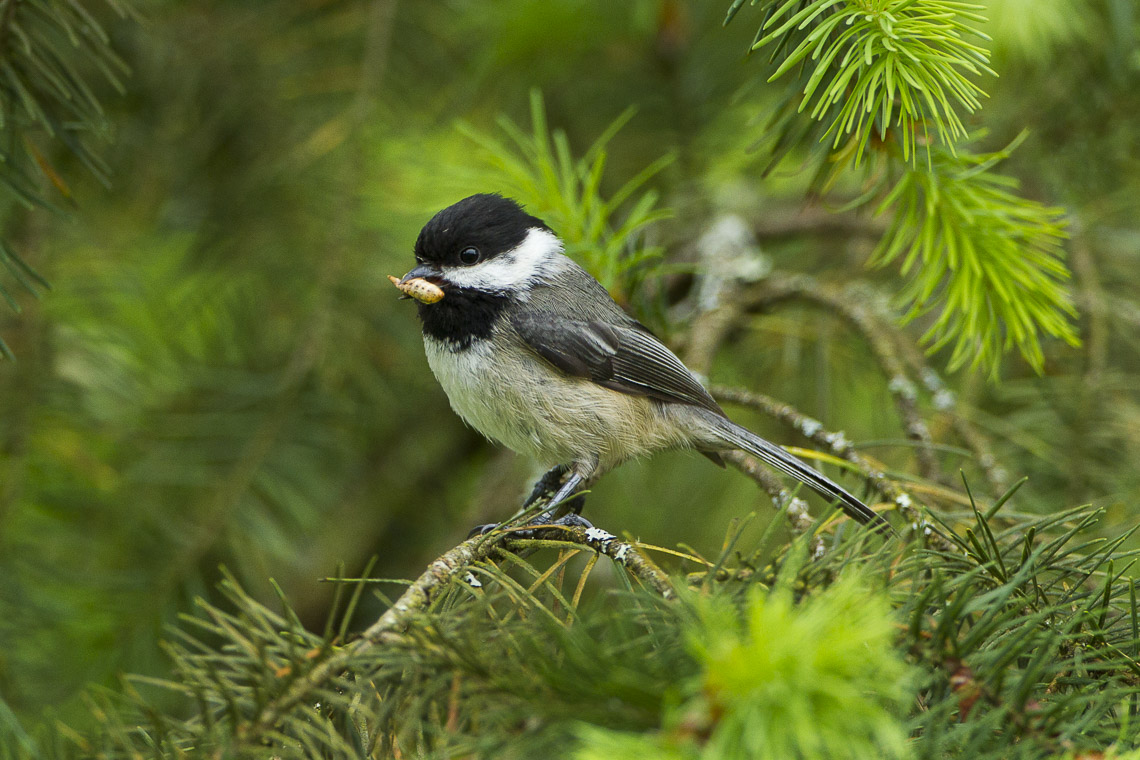
Amerikansk talltita med en insektslarv i näbben.

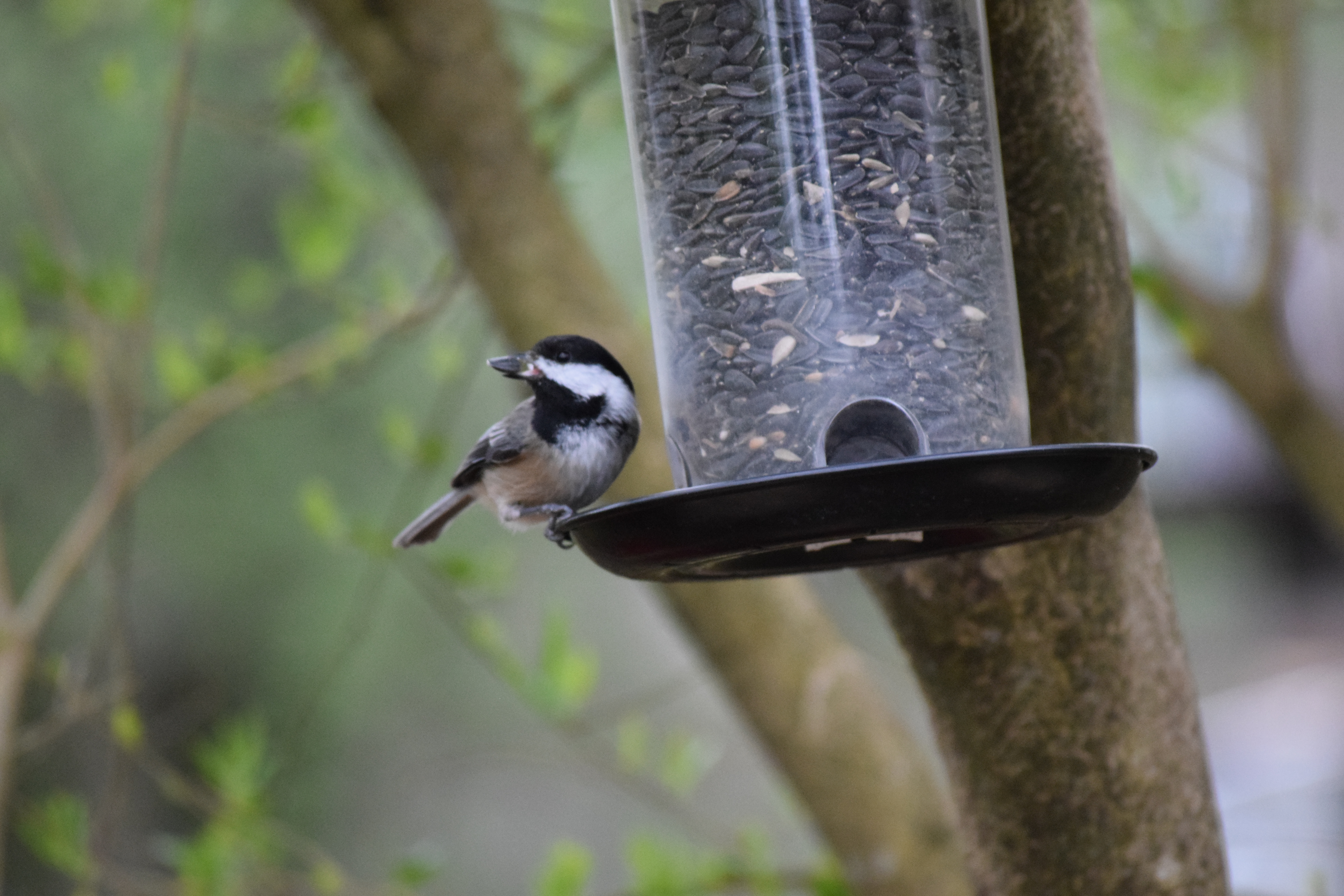
Amerikansk talltita är en flitig besökare vid fågelmatningar.

## Status och hot
Arten har ett stort utbredningsområde och en stor population, och tros öka i antal. Utifrån dessa kriterier kategoriserar internationella naturvårdsunionen IUCN arten som livskraftig (LC).

## Namn
Amerikanska talltitans vetenskapliga artnamn atricapillus betyder "svarthättad". Släktesnamnet Poecile har ofta kategoriserats som femininum vilket resulterat i att artepitetet tidigare stavats atricapilla. Johann Jakob Kaup, auktor för taxonet Poecile, specificerade dock inte detta och genom att följa regelverket uppsatt av ICZN så måste släktnamnet kategoriseras som maskulinum.